# Ashvamedha

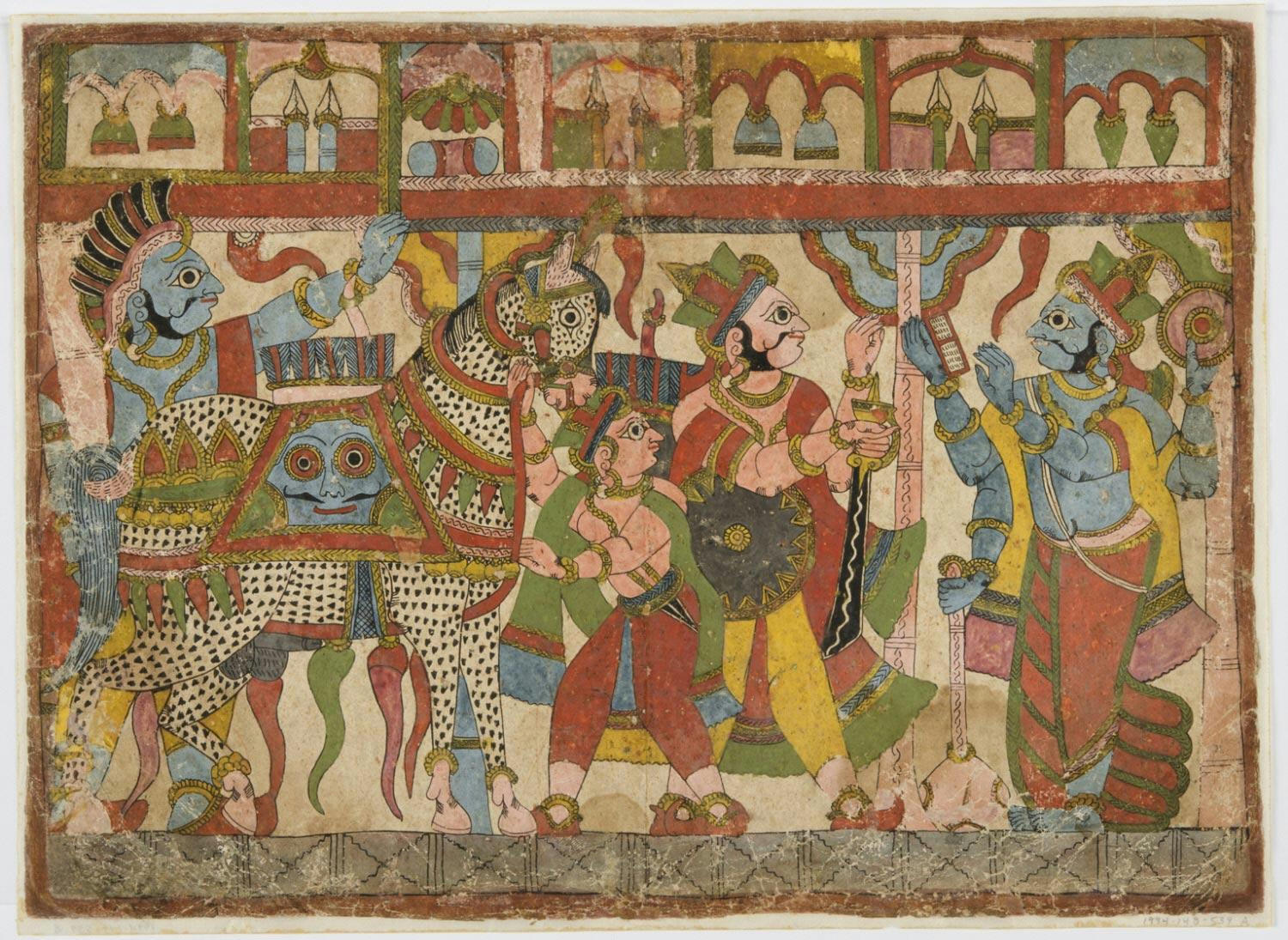
Una pintura del que representa la preparació de l'exèrcit per seguir el cavall del sacrifici. Probablement la imatge es va dibuixar per al llibre «Jaimini Bharata», de l'escriptor Lakshmisa

L'ashvamedha (en sànscrit devanagari: अश्वमेध; IAST: aśvamedha, «sacrifici d'un cavall»), és un dels quatre principals rituals de la tradició Śrauta del vedisme.
Les dues principals fonts literàries amb relació a aquest sacrifici són el «Shatapatha Brahmana» (literalment, «el brahmana dels cent camins», una col·lecció d'himnes i fórmules compilades al voltant del 900-700 A.n.e) i el «Yajurveda». No obstant això, ens trobem amb el primer esment sobre aquest ritual en una font en sànscrit més arcaic, el «Rigveda» (especialment en el RV. I, 163), i en una dedicada a Indra RV. VIII, 57).
Va ser utilitzat pels antics reis de l'Índia per demostrar la seva sobirania. Es posava un cavall en llibertat, acompanyat pels guerrers del rei, i vagava per un període d'un any per on volia. Si algun rival volia disputar l'autoritat del rei quan el cavall travessava el seu territori, desafiava als guerrers que l'acompanyaven. Després d'un any, si cap enemic havia aconseguit matar o capturar el cavall, l'animal es conduïa de nou al palau del rei i es sacrificava, declarant així al rei com un sobirà indiscutible.

## Etimologia de la paraula
La paraula asvamedha deriva de la paraula sànscrita अश्वमेध (aśvamedha), formada per les paraules aśva (del sànscrit अश्व, «cavall») i medha (del sànscrit मेध, «sacrifici sagnant», i més precisament «la víctima del sacrifici»).

## El desenvolupament de la cerimònia
Es diu que un rei (anomenat Rajà, राजा, en l'Índia) havia de dur a terme i efectuar el sacrifici per tal d'assegurar la seva prosperitat, la bona fortuna de la seva terra i la seva sobirania sobre les províncies veïnes. A més de la mateixa immolació de la bèstia, que era el punt culminant de l'ashvamedha, la cerimonia durava al voltant d'un any complet.
El cavall destinat al sacrifici havia de ser un semental major de 24 anys (segons les fonts sànscrites), i sovint es representa en l'art i en l'imaginari col·lectiu amb un mantell immaculat. El cavall escollit es ruixava primer amb aigua i després el rei sacrificador, acompanyat d'un adhvaryu (sacerdot que oficiava els sacrificis vèdics), li murmuraven mantres a l'orella.

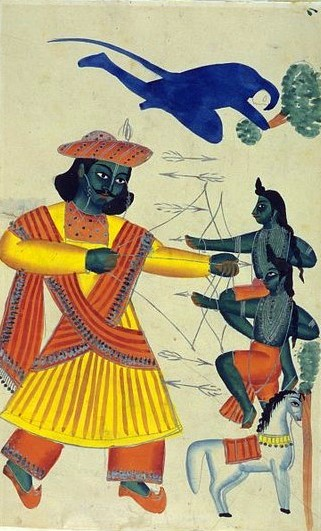
Rama lluitant contra els seus fills Lava i Kusha per la possessió del cavall de l'ashvamedha

Després de la benedicció, el cavall es posava en llibertat i se'l deixava vagar per on ell volia durant un període d'un any a un any i mig. El cavall era lliure de trepitjar les terres veïnes i hostils al rei sacrificador, que era acceptat i venerat (o no) pels enemics. Si un dels reis de les terres que travessava el cavall agafava a l'animal, significava que rebutjava la sobirania del rei sacrificador i esclatava una guerra. Altrament, si un rei deixava al cavall travessar tranquil·lament les seves terres, manifestava el seu tàcit vassallatge. Aquest cavall era seguit per un centenar d'homes joves (fills dels prínceps i alts funcionaris) responsables de la seva protecció. Durant aquest any de vagabunderia es realitzaven diversos ritus al palau del rei sacrificador i es narraven les gestes dels reis anteriors.
Al retorn del cavall, es realitzaven noves cerimònies que es duien a terme en presència dels vassalls i del rei; el cavall es lligava en un carro d'or amb tres eugues i es recitava un passatge del Rigveda (RV. I, VI, 1-2). Després es conduïa a l'aigua i es va banyava abans de ser ungit amb ghee (mantega clarificada originària de l'Índia utilitzada als sacrificis religiosos hindús) per la reina i dues esposes reials. La reina ungia les cuixes del cavall, mentre que les altres esposes ungien la panxa i la gropa. Després, adornaven el cap, el coll i la cua del cavall amb joies i ornaments d'or.
Finalment, es realitzaven sacrificis d'altres animals (el nombre i les diferents races s'enumeren en el Yajurveda, VSM. XXIV) mentre es construïa l'altar, i després d'aquestes preparacions es sacrificava el cavall, junt amb una cabra sense banyes i un gaial (Yajurveda, VSM. XXIII, 15). Llavors, la reina jeia i copulava amb el cos del cavall mort (en un sentit simbòlic, orientan el penis del cavall contra la seva vagina, que significava el naixement d'un nou rei), mentre que les altres esposes del rei recitaven fórmules rituals. Després, les tres reines indicaven amb un centenar d'agulles d'or, plata i coure les línies al llarg del cos del cavall que es seguirien per a la dissecció del cadàver. A continuació, el semental era desmembrat i es rostia la carn. S'oferien diversos trossos de carn a un seguit de deïtats i d'elements personificats (RV. I. 162, i VSM XXIV, 24-44) i el rei pujava al tron mentre es recitava el purusha sukta.
Els sacerdots oficiants de l'ashvamedha eren recompensats amb una part del botí acumulat durant el recorregut del cavall per les terres de l'enemic.

## El simbolisme del ritual
Se suposa que el viatge del cavall simbolitza el viatge del Sol pel cel. A partir d'aquí, el rei que sacrificaria aquest cavall era l'única autoritat sobre la Terra, com el Sol que dominava el cel.
El rei que duia a terme el sacrifici del cavall se li donava el títol de chakravartin (del sànscrit चक्रवर्ति, «aquell qui fa girar la roda», o «governant universal»).
Tot i que el sacrifici és innegablement de dimensió religiosa, és gairebé segur que es va dur a terme en un primer moment per tal d'augmentar el poder polític dels reis. El «Shatapatha Brahmana» insisteix molt sobre el caràcter reial del sacrifici. També diu:
La seva part atemporal i eterna també s'esmenta en les fonts que diuen que el senyor de la creació (Prajapati) va destinar els sacrificis a les divinitats, però a l'altra banda es manté l'ashvamedha per si mateix (SB. XIII, 2.1). En un altre passatge, s'arriva a dir que:
Finalment, la seva dimensió universal s'expressa posteriorment amb la frase: 

## L'ashvamedha en la mitologia i en la història

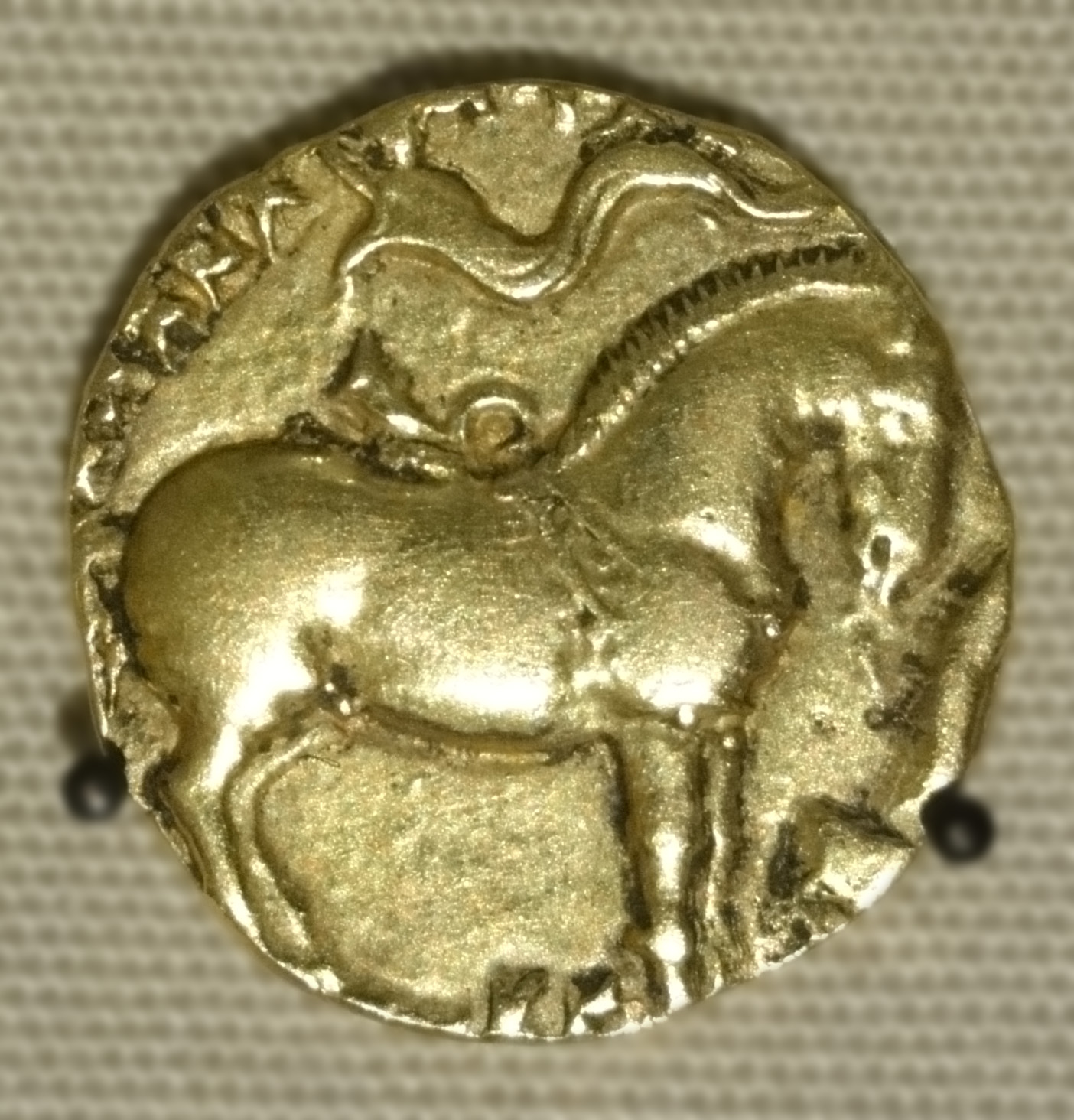
Moneda d'or commemorant l'ashvamedha de Kumaragupta I

El ritu es descriu en els textos antics com el Mahabharata i el Ramayana. En les ithiases i en les puranas també s'esmenten nombrosos sacrificis del cavall. Per exemple, d'acord amb el Mahabharata, l'emperador Bharata va realitzar un centenar de cerimònies d'ashvamedha a la riba del Yamuna, tres-cents a la riba del Saraswati i quatre-cents a les ribes del Ganges. A més, va realitzar mil ashvamedha en diferents llocs i un centenar com a rajasuya.
El primer governant amb constància històrica que va practicar l'ashvamedha va ser el sacerdot Pusiamitra Shunga (c. 185 – c. 149 A.n.e), l'assassí del rei Brijadratha (l'últim dels reis de la dinastia Maurya), i fundador de la dinastia Sunga, que va celebrar la seva victòria sobre els sàtrapes grecs d'aquesta manera. Més tard, el sobirà Samudragupta (330 – 380) de la dinastia Gupta va realitzar el mateix ritual, i va fer monedes commemoratives sobre aquest esdevediment. Pot ser que els grans governants de la dinastia Chola també l'hagueren practicat durant el segle xix.
Actualment es practica l'ashvamedha en l'Índia sense vessament de sang, però amb l'efígie d'un cavall; aquestes interpretacions modernes són sattviques, on els yajnas són purs (respectuosos amb l'ahimsa) i l'animal és adorat sense matar-lo, que és coherent amb el vegetarianisme generalment practicat pels hindús.

## Llista de sacrificis històrics
Alguns sacrificis històrics son:
| Monarca                                   | Regnat          | Dinastia            | Font   |
| ----------------------------------------- | --------------- | ------------------- | ------ |
| Pusiamitra Shunga                         | 185 – 149 A.n.e | Shunga              | [ 19 ] |
| Satakarni I                               | Segle I o II    | Satavahana          | [ 20 ] |
| Vasishthiputra Sri Santamula o Chantamula | Segle III       | Andhra Ikshvaku     | [ 21 ] |
| Vijayadevavarman                          | 300 – 350       | Shalankayana        | [ 22 ] |
| Bhavanaga                                 | 305 – 320       | Nagas de Padmavati  | [ 21 ] |
| Samudragupta                              | 355 – 375       | Gupta               | [ 23 ] |
| Shivakanda Varman                         | Segle IV        | Pal·lava            | [ 24 ] |
| Kumaragupta I                             | 414 – 455       | Gupta               | [ 25 ] |
| Madhava Varmana                           | 440 – 460       | Vishnukundina       | [ 21 ] |
| Pravarasena II                            | Segle V         | Vakataka            | [ 21 ] |
| Dharasena                                 | Segle V         | Traikutaka          | [ 22 ] |
| Krishnavarman                             | Segle V         | Kadamba             | [ 22 ] |
| Narayanavarman                            | 494 – 518       | Varman              | [ 26 ] |
| Bhutivarman                               | 518 – 542       | Varman              | [ 26 ] |
| Pulakeshin I                              | 543 – 566       | Chalukya de Vatapi  | [ 27 ] |
| Sthitavarman                              | 565 – 585       | Varman              | [ 28 ] |
| Pulakeshin II                             | 610 – 642       | Chalukya de Vatapi  | [ 21 ] |
| Rajadhiraja Chola                         | 1044 – 1052     | Chola               | [ 29 ] |
| Jai Singh II                              | 1699 – 1743     | Kachwahas de Jaipur | [ 30 ] |

## Crítiques de l'ashvamedha
La crítica més antiga registrada del ritual prové del Xarvaka, una escola atea de filosofia índia que assumeix diverses formes d'escepticisme filosòfic i la indiferència religiosa. Una cita de la Xarvaka originaria de Madhavacharya Sarva-darsana-Sangraha afirma: 
| « | Els tres autors dels Vedes eren bufons, bergants i dimonis. Totes les fórmules ben conegudes dels pandites, jarfaris, turfaris, etc, i tots els ritus obscens que la reina realitza en l'ashvamedha, aquests van ser inventats per bufons per oferir diversos tipus de regals als sacerdots, mentre que el consum de carn es va ordenar de manera similar pels dimonis que ronden de nit. | » |

Griffith (1899) omet versos del Yajurveda (VSM. XXIII, 20-31) que fan referència a les obscenitats rituals, protestant dient que: 
| « | No són reproduïbles fins i tot en la semi-foscor d'una llengua europea apresa. | » |

en al·lusió a altres casos en què es descriuen escenes explícites en llatí en lloc de l'anglès. La traducció d'Arthur Berriedale Keith (1914) també omet versos. Aquesta part del ritual també ofèn a B. R. Ambedkar (1891 – 1956), dalit reformador i principal redactor de la Constitució de l'Índia, i esmenta amb freqüència en els seus escrits com un exemple de la degradació percebuda de la cultura brahmànica.
Altres, com Manohar L. Varadpande, va lloar el ritual com un «esdeveniment social de gran magnitud». Rick F. Talbott escriu que: 
| « | Mircea Eliade tracta l'ashvamedha com un ritu que té una estructura cosmogònica que regenera tot el cosmos i restableix tot l'ordre social durant la seva execució. | » |

El moviment reformista Arya Samaj (Associació de nobles), de Dayananda Sarasvati, l'ashvamedha és considerat una al·legoria o un ritual per connectar-se amb el «Sol interior» (Prana).
Segons Dayananda, actualment el cavall no havia de ser sacrificat segons el ritual del Yajurveda. Posteriorment Dayananda va dir que Arya Samaj s'oposava a l'existència mateixa del ritual pre-Vedántic; per tant Sarasvati afirma que: 
| « | La paraula en el sentit de «sacrifici del cavall» no apareix en els Samhita […] En els termes de l'analogia còsmica, aśva és el Sol. Pel que fa al «adhyatma paksha», els Prajâpatis-Agni, o el Purusha, el Creador, és l'aśva; Ell és el mateix que el Varuna, el Més Suprem. La paraula «medha» significa homenatge; que més tard es va convertir en sinònim d'oblacions en els rituals, ja que s'ofereixen oblacions, dedicades a aquell a qui rendim homenatge. La paraula es va deteriorar encara més quan es tracta sobre el significat de «massacre» o «sacrifici». | » |

Sosté que els animals que figuren com a víctimes dels sacrificis són tan simbòlics com la llista de víctimes humanes que figuren en el Purushamedha, que és generalment acceptat com un sacrifici purament simbòlic ja des del temps del Rigveda.
Des de 1991, l'All World Gayatri Pariwar organitza actuacions d'una «versió moderna» de l'ashvamedha, on hi ha una estàtua que s'utilitza en lloc d'un cavall de veritat. Segons el diari Hinduism Today, hi va haver un milió de participants en Chitrakoot (Madhya Pradesh) entre el 16 i el 20 d'abril de 1994. Tals representacions modernes són sattviques yajnas, on l'animal és adorat sense matar-lo, i la motivació religiosa és l'oració per a guanyar als enemics, la facilitació de la protecció de la infància i el desenvolupament, i la liquidació del deute en la seva totalitat, dins de la interpretació al·legòrica del ritual i sense el sacrifici real de qualsevol animal.